# Pierre Nijs
Leo Petrus (Pierre) Nijs (Antwerpen, 4 januari 1890 - 1939) was een Belgisch waterpolospeler.
Pierre Nijs nam als waterpoloër tweemaal deel aan de Olympische Spelen; in 1912 en 1920. In 1912 speelde hij voor het team dat een bronzen medaille won. Acht jaar later, in 1920, speelde hij wederom voor België en won een zilveren medaille.
Victor Boin · 
Félicien Courbet · 
Herman Donners · 
Albert Durant · 
Oscar Grégoire · 
Jean Hoffman · 
Herman Meyboom · 
Pierre Nijs · 
Joseph Pletincx
Gérard Blitz · 
René Bauwens · 
Maurice Blitz · 
Pierre Dewin · 
Albert Durant ·
Paul Gailly · 
Pierre Nijs · 
Joseph Pletincx